# Esquirol-antílop cuablanc
L'esquirol-antílop cuablanc (Ammospermophilus leucurus) és una espècie de rosegador de la família dels esciúrids. Viu a Mèxic i els Estats Units. Ocupa hàbitats desèrtics, des del fons de les valls fins al cinturó de ginebre. Es creu que no hi ha cap amenaça significativa per a la supervivència d'aquesta espècie, tot i que en dues illes del golf de Califòrnia podria estar amenaçada per l'activitat humana i la presència de gats ferals.